# Planète morte
Planète morte est le nom de l'épisode spécial de la série britannique Doctor Who diffusé le 11 avril 2009 sur BBC One. Il s'agit du premier épisode de la série à avoir été filmé en HD. Cet épisode fut proposé en avril 2010 pour un prix Hugo.

## Synopsis
Pour échapper à la police qui la recherche à la suite du vol d'une célèbre relique en or dans l'International Gallery de Londres, Lady Christina de Souza monte dans le bus 200 où elle rencontre le Docteur. Ce dernier enquête sur un étrange phénomène : une faille spatio-dimensionnelle. Quelques instants plus tard, le bus se retrouve dans le désert de la planète San Helios. Celle-ci est inhabitée mais le Docteur et Christina rencontre des Tritovores (aliens ressemblant à des mouches géantes) dont le vaisseau s'est également écrasé. Ils leurs apprennent qu'avant d'être un désert, la planète ressemblait à la Terre, hébergeant des milliards d'individus et un écosystème foisonnant. Les Tritovores attribuent la cause de cette catastrophe à une invasion d'aliens semblables à des raies métalliques volantes qui se déplacent par essaims. Elles créent des failles dans lesquels elles s'engouffrent, passant de planète en planète et dévastant des écosystèmes, ce qui répond chez elles à un impératif biologique. Le Docteur craint qu'elles ne passent par la faille que lui et ses compagnons ont empruntée, faisant de la Terre leur prochaine cible. Avec l'aide de UNIT, le Docteur revient sur la Terre avec le bus et ses passagers, en passant par le portail spatial créé par les raies volantes, et le ferme avant l'arrivée de ces dernières. Après la fermeture de la faille, Lady Christina propose au Docteur de l'accompagner, mais ce dernier refuse, arguant qu'il n'a pas envie de perdre de nouveau un compagnon.

## Personnages
- Le Docteur (David Tennant)

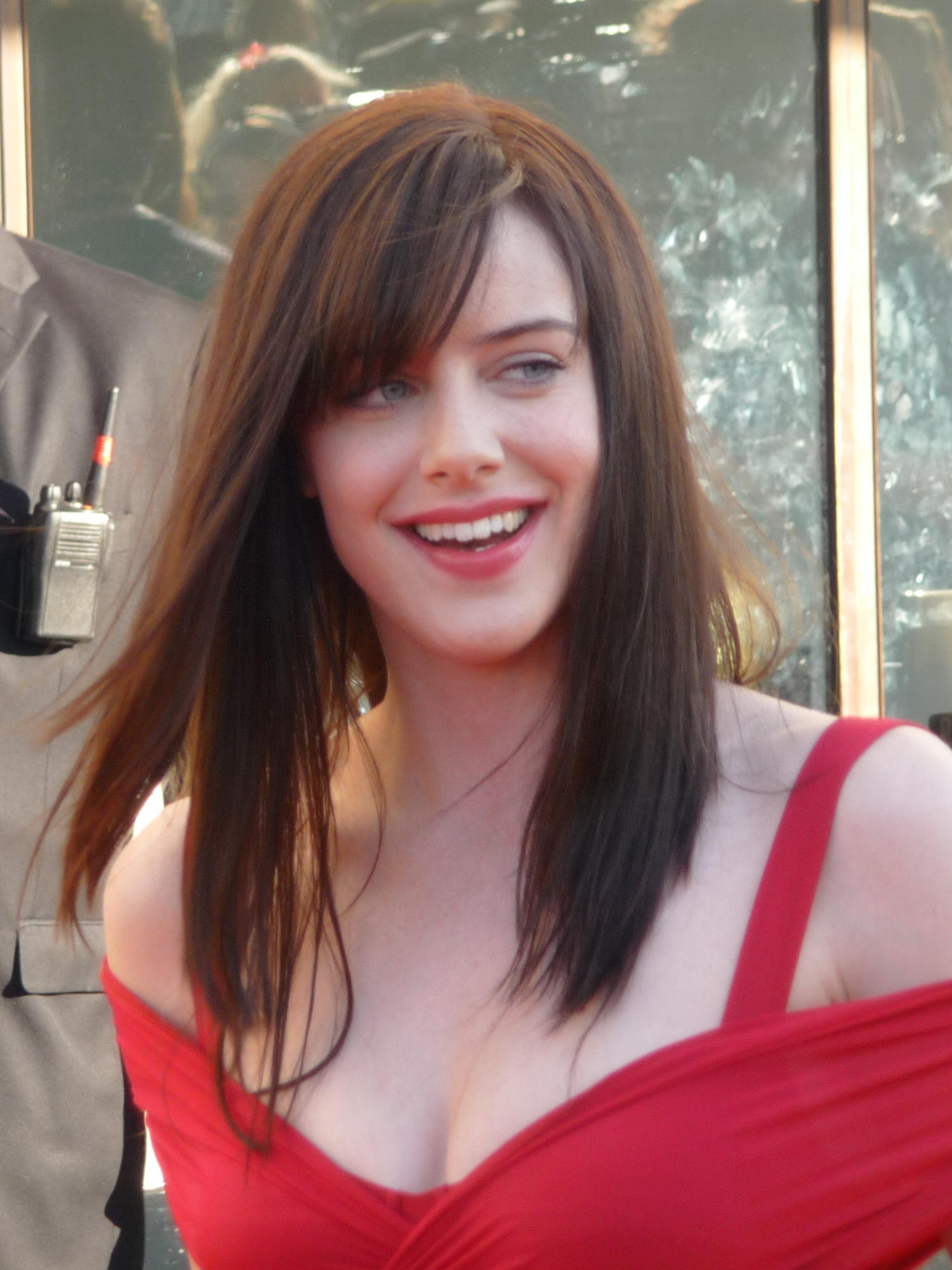
Michelle Ryan, qui joue le rôle de Lady Christina de Souza

- Christina De Souza (Michelle Ryan)
- Malcolm Taylor (Lee Evans)
- Capitaine Magambo (Noma Dumezweni)
- Di McNillan (Adam James)
- Sergent Dennison (Glenn Doherty)
- Angela (Victoria Alcock)
- Nathan (David Ames)
- Carmen (Ellen Thomas)
- Lou (Reginald Tsiboe)
- Barclay (Daniel Kaluuya)
- Chauffeur du bus (Keith Parry)
- Sergent Ian Jenner (James Layton)
- Sorvin (Paul Kasey)
- Praygat (Ruari Mears)

## Version française
Avec les voix de :
- David Manet : le Docteur
- Maia Baran : Christina
- Monique Clémont : le capitaine Magambo
- Olivier Cuvelier : Malcolm
- Yves Degen : le chauffeur du bus
- Claudio Dos Santos : Lou
- Antoni Lo Presti : Barclay
- Bernadette Mouzon : Angela
- Grégory Praet : Nathan

doublage
- Société : Dubbing Brothers
- Direction artistique : David Macaluso
- Adaptation : Chantal Bugalski
- Mixage : Marc Lacroix

## Continuité
- La prophétie que fait Carmen à la fin de l'épisode est la même que celle des Oods dans Le Chant des Oods : « Votre chanson va finir » (Your song is ending) . « Il revient, il revient à travers le noir. Et ensuite, Docteur... il frappera quatre fois. » (It is returning, it is returning through the dark. And then Doctor... oh, but then...he will knock four times.)
- Le bus porte le numéro 200 car il s'agit de la 200e « histoire » de Doctor Who écrite pour la télévision. Russell T Davies dit lui-même que ce chiffre est contestable selon que l'on compte certaines histoires comme un épisode unique ou non.
- Lorsque Christina appelle Le Docteur "Homme de l'espace", ce dernier dit qu'il avait une amie 'dans le temps' qui l'appelait comme ça; il parle ici de Donna Noble le compagnon de la saison 4 (dont il a été forcé de se séparer).

## Production

### Écriture et attribution des rôles
Russell T Davies a coécrit l'épisode avec Gareth Roberts, sa première œuvre en collaboration pour la série depuis son redémarrage en 2005. Planète morte est très différent des autres épisodes écrits par Roberts —Roberts n'avait jusqu'à présent travaillé que sur des épisodes à contexte pseudo-historique — et inclut cette fois des éléments de pure science-fiction issus de sa carrière littéraire et de son imagination d'adolescent. L'épisode n'avait aucune idée de base précise — comme Shakespeare et les sorcières dans Peines d'amour gagnées ou Agatha Christie et un meurtre mystérieux dans Agatha Christie mène l'enquête — et en revanche a été voulu comme une « collision [de concepts] avec de nombreux éléments différents ». Roberts explique par ailleurs qu'il a fait très attention à ce que chaque élément « apparaisse de façon précise et bien définie... qu'on voie que tout est voulu », citant la série d'épisodes Arc of Infinity comme un contre-exemple où un tel contrôle n'avait pas été mis en place. L'épisode a une caractéristique fréquente des histoires écrites par Davies, qui est qu'il n'y a pas de « méchant » clairement établi : les Tritovores s'avèrent finalement bienveillants envers les héros et les créatures métalliques ne font que suivre leur instinct biologique,.
Contrairement aux épisodes spéciaux de Noël, l'accent n'est pas mis sur le thème de Pâques ; l'épisode ne comporte qu'une référence « en passant » à la fête pascale et aucun « lapin robot porteur de paniers remplis de mortels œufs de Pâques explosifs ». La tonalité de l'épisode — « joyeuse » — a été influencée par le fait que Davies a constaté que « chaque histoire depuis » La Chute de Pompéi [avait] un aspect doux-amer et a donc décidé d'éviter cette caractéristique récurrente. Le point de départ de l'histoire est le premier roman de Roberts The Highest Science. Davies a aimé l'image d'un train sur une planète déserte et a remplacé le train par un bus. Davies a néanmoins insisté sur le fait qu'il ne s'agissait pas « d'une adaptation en tant que telle » parce que des éléments supplémentaires étaient constamment conçus et ajoutés.
Le choix de Michelle Ryan pour jouer le rôle de Lady Christina de Souza fut annoncé par la BBC le 23 janvier 2009 et suscita l'attention des médias en raison des rôles de premier plan récemment joués par Ryan dans EastEnders, Jekyll, Bionic Woman et Merlin,,,,,,. Ryan déclara qu'elle est "une grande fan de Doctor Who et [était] très excitée par la perspective de rejoindre David Tennant et l'équipe de Doctor Who." Davies indiqua dans un commentaire que « Michelle est une des jeunes actrices les plus recherchées du pays » et qu'ils étaient « ravis d'annoncer qu'elle rejoindrait l'équipe ». Ryan décrivit l'attribution de ce rôle comme un « véritable honneur », remarquant qu'elle « aime le personnage ».

## Tournage

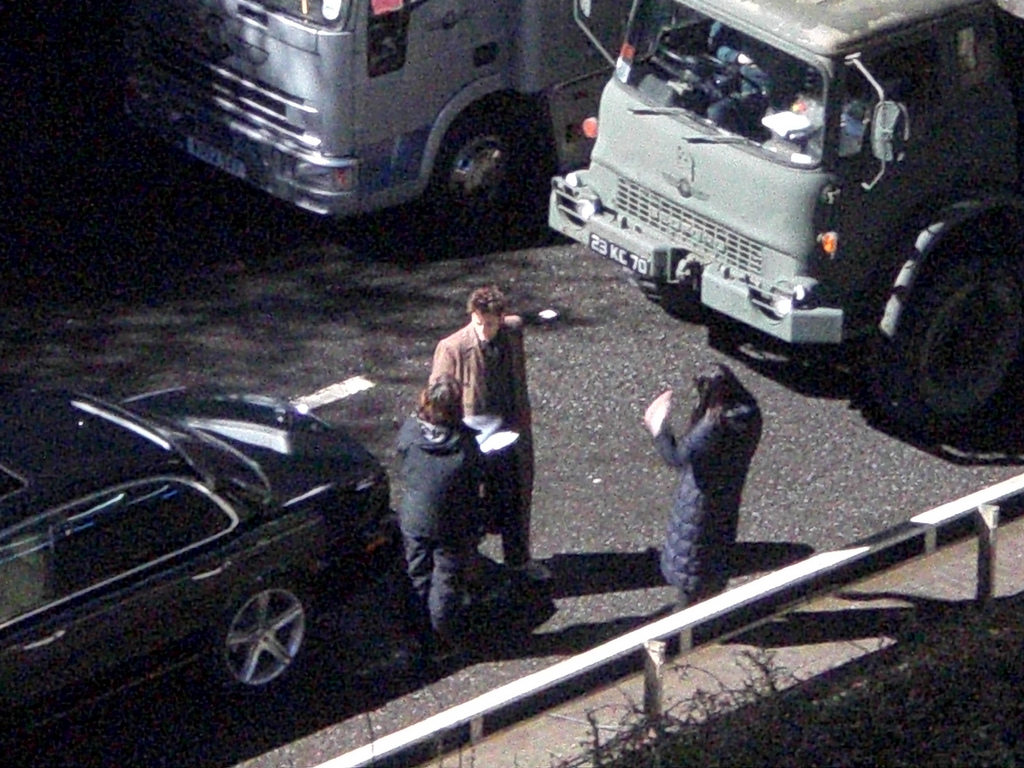
Ryan et Tennant passent le script en revue avant le tournage d'une séquence au Queen's Gate Tunnel dans le quartier de Butetown le 28 janvier 2009.

L'épisode fut tourné au mois de janvier 2009, ce qui pour une diffusion en avril de la même année est assez tendu (les épisodes de Doctor Who sont très souvent tournés six mois à l'avance). Mais Tennant étant bloqué pendant trois mois au théâtre, la production a dû être chamboulée.
Il s'agit d'un des rares épisodes de Doctor Who qui ait été tourné à l'étranger, à Dubaï plus précisément. Le tournage ne fut pas de tout repos : la réplique du bus a été endommagée, ce qui a obligé l'équipe restée à Londres à endommager le bus sur place à l'identique, et d'inclure dans le scénario une scène de réparation. Trois jours de tempête de sable empêchèrent les caméras de filmer correctement. Une grande partie des scènes à l'intérieur du bus furent retournées en studio, obligeant James Strong à effectuer des jeux avec une lumière trop forte, afin de donner une couleur brillante. 
Le tunnel Queen's Gate Tunnel de Cardiff, prolongeant l'A4232, fut fermé quatre nuits de suite afin de pouvoir tourner les nombreuses scènes rapidement.

## Audience Française
Pour la première fois en France, sur la TNT, une audience de Doctor Who a été calculée. Cet épisode, diffusé pour la première fois sur France 4 le samedi 27 mars 2010 à 20h35, a été suivi par 423 000 téléspectateurs.
Vu la confidentialité de la série en France et l'absence de promotion de la part de la chaîne pour la diffusion de cet épisode spécial inédit, il s'agit d'un score honorable.